# 片山浩憲
片山浩憲（かたやまひろのり　1986年4月22日 - ）は、日本の俳優、モデル、元陸上選手。静岡県出身。

## 来歴
陸上選手として110mハードル インターハイ優勝、走り高跳び Jr.オリンピック優勝を成すが、その類い稀な身体能力を生かし俳優へ転身。
2.5次元の舞台やミュージカルに出演する際は覆面のキャラクターを演じる機会が多く、俳優仲間には覆面俳優とも呼ばれている。

## 出演作品

### 舞台
- 舞台 「マクロス ザ・ ミュージカルチャー」(2012年10月3日 - 8日、TOKYO DOME CITY HALL)
- 舞台 銀河英雄伝説 第四章 後篇 激突（2014年2月12日-3月2日　青山劇場）
- 劇団 弾丸コルト 舞台「開放弦」(2015年1月13日 - 18日、テアトルBONBON)　-門田役
- 舞台 特別公演 銀河英雄伝説 星々の軌跡（2015年6月10日 - 21日　Zeppブルーシアター六本木）
- ミュージカル「仮面ティーチャー SILVER MASK」（2015年9月16日 - 10月4日、梅田劇場シアタードラマシティ、Zeepブルーシアター六本木）-タカオ役
- 舞台「カードファイト!! ヴァンガード 〜バーチャル・ステージ〜」（2016年1月5日 - 11日、AiiA 2.5 Theater Tokyo）
- 舞台「カードファイト!! ヴァンガード〜バーチャル・ステージ〜 」リンクジョーカー編（2017年4月1日 - 9日、AiiA 2.5 Theater Tokyo）
- ミュージカル「陰陽師」〜平安絵巻〜（2018年3月9日 - 22日、日本青年館ホール 他）- 判官役
- 舞台『The Great Gatsby In Tokyo』（2019年3月13日 - 17日　DDD Aoyama Cross Theater）-トム・ブキャナン役
- Rock Opera『R&J』（2019年6月14日 - 23日 日本青年館ホール、7月4日 - 7日 森ノ宮ピロティホール）
- 舞台『Angry12 2020』(2020年2月19日 - 23日 DDD Aoyama Cross Theater) -陪審員3号役
- 舞台『Three Kingdoms 2020』～魏国編～（2020年8月5日 - 10日、CBGKシブゲキ!!）-呂布役
- 舞台「幽☆遊☆白書」～其の弐～ （2020年12月4日 - 15日、品川プリンスホテルステラボール / 12月18日 - 20日、COOL JAPAN PARK OSAKA WWホール / 12月23日 - 30日、京都劇場）-戸愚呂弟役
- ナイスコンプレックスN31『キスより素敵な手を繋ごう』（2021年2月20日 - 28日、あうるすぽっと）
- ミュージカル『刀剣乱舞』シリーズ
  - トライアル公演（2015年10月30日 - 11月8日、AiiA 2.5 Theater Tokyo 他)
  - 阿津賀志山異聞（2016年5月29日 - 6月26日、AiiA 2.5 Theater Tokyo 他）
  - つはものどもがゆめのあと（2017年11月4日 - 2018年1月30日、TOKYO DOME CITY HALL 他）-佐々木盛綱役
  - 阿津賀志山異聞2018 巴里（パリ公演 2018年7月15日、パレ・デ・コングレ・ド・パリ大劇場/東京公演 8月3日-19日、日本青年館）
  - 真剣乱舞祭2018（2018年11月24日 - 12月16日、幕張メッセ国際展示場ホール 他）
- ライブ・スペクタクル「NARUTO」シリーズ
  - ライブ・スペクタクル「NARUTO-ナルト-」ワールドツアー（2016年11月 - 12月、中国） -桃地再不斬役
  - ライブ・スペクタクル「NARUTO-ナルト-」～暁の調べ～（2017年5月19日 - 8月6日 / 2019年10月25日 - 12月22日、東京 / 地方 / 海外） -トビ役
  - ライブ・スペクタクル「NARUTO-ナルト-」〜暁の調べ〜（再演）（2019年10月25 - 11月4日 大阪メルパルクホール、11月8日 - 10日 TOKYO DOME CITY HALL、11月15日 - 12月1日 天王洲銀河劇場、12月6日 - 8日 深圳、12月14日 - 22日 上海）-トビ役

### ステージ
- 山本寛斎『HALLO JAPAN』モデル/ 『元気マーケット ファッションショー』モデル

### 映画
- 映画『謝罪の王様』

### テレビ
- TBS『火曜曲』店員役/CX『有吉ビビる』

株式会社UDG webホームページ モデル 
- NTV 『ゴーストママ捜査線』

### 写真展
- 役者100人展 (2020年12月22日 - 12月27日　渋谷ルデコ3F)